# Feliks Kozyra
Feliks Kozyra, ps. Błyskawica, zwany Sokołem Lubelszczyzny (ur. według różnych źródeł w 1923 / 1924 w Polichnie, zm. 14 kwietnia 1944 w Trzydniku Dużym) – oficer Gwardii Ludowej i Armii Ludowej, dowódca 1 Brygady AL im. Ziemi Lubelskiej.

## Życiorys
Urodził się w chłopskiej rodzinie Ludwika i Franciszki z Dąbków mieszkających we wsi Polichna. Ukończył 7 klas szkoły powszechnej. Pod koniec 1942 roku wstąpił do Polskiej Partii Robotniczej i Gwardii Ludowej.
Od lutego 1943 roku walczył w oddziale partyzanckim GL w powiecie kraśnickim dowodzonym przez Władysława Skrzypka „Grzybowskiego”. Pomimo utraty w wypadku palców prawej ręki dobrze władał bronią. Uczestnik potyczki koło Stojeszyna pod Janowem Lubelskim i ataku na wozy taborowe k. Marynopola w maju 1943 r., zasadzki na niemieckich żołnierzy koło wsi Mosty pod Sulowem w czerwcu 1943, rozbrojenia niemieckiej straży w Polichnie we wrześniu 1943 i bitwy pod Kochanami 22 października 1943. Po tej bitwie został mianowany dowódcą specjalnego oddziału bezpieczeństwa, którego zadaniem była m.in. ochrona działaczy PPR i GL.
W grudniu 1943 r. „Błyskawica” dowodził akcją na stację kolejową w Szastarce, a w nocy sylwestrową 1943/1944 na pociąg wojskowy w pobliżu Szastarki. W lutym 1944 r. uczestniczył w rekwizycji w majątku Gościeradów. Od marca 1944 r. znajdował się w składzie 1 Brygady AL im. Ziemi Lubelskiej dowodzonej przez Władysława Skrzypka „Grzybowskiego”. Po śmierci dowódcy Brygady został jego następcą.
Oddział dowodzony przez „Błyskawicę” dopuszczał się przestępstw i zbrodni na żołnierzach AK i NSZ; m.in. w nocy z 10 na 11 listopada 1943 r. jego grupa porwała z domu i zamordowała oficera AK ppor. Antoniego Grzybowskiego, w grudniu tego samego roku zamordowała żołnierza AK, dr Waleriana Merchela z Polichny. 3 marca 1944 zaatakowała oddział BCh-AK Edwarda Bryczka „Ostoi”, zabijając i raniąc kilku jego żołnierzy. Niedługo potem „Błyskawica” ze swoim oddziałem dokonał najścia na Łychów, podczas którego komuniści zastrzelili komendanta placówki AK Andrzeja Szostaka oraz jego podkomendnych: inż. Zygmunta Kożuchowskiego (nauczyciela na tajnych kompletach), Mieczysława Hawryło i Adolfa Zezgułę. Oddział Kozyry zabił również żołnierza AK Kazimierza Tomiszaka, a wkrótce porwał i zamordował jego ojca, emerytowanego pułkownika WP Jana Tomiszaka.
14 kwietnia 1944 roku, siedmioosobowa grupa partyzantów na czele z „Błyskawicą” wyruszyła do wsi Trzydnik Duży w celu uwolnienia z rąk oddziału NSZ Wacława Piotrowskiego „Cichego” uprowadzonych partyzantów AL. Wszyscy partyzanci zginęli w walce, ranny Kozyra został dobity przez ludzi „Cichego”. Został pochowany w kwaterze partyzanckiej na cmentarzu parafialnym w Rzeczycy Ziemiańskiej w powiecie kraśnickim.
Po jego śmierci na terytorium Obwodu II wydano szereg artykułów pt. Śmierć Sokoła Lubelszczyzny, których fragmenty cytował w swoich wspomnieniach gen. dy. Wacław Czyżewski, okupacyjny pseudonim "Im", wówczas porucznik AL, sekretarz PPR okręgu janowskiego i oficer informacji Obwodu II AL:

»Błyskawica!« Ileż uczuć i wrażeń poruszało serca chłopskie na Lubelszczyźnie, gdy słyszeli to słowo - Błyskawica, lub ujrzeli miłą postać tego młodzieńca o ciemnych żywych oczach, energicznej twarzy - śmiałego oficera, którego pierś zdobił już Krzyż Grunwaldu, otrzymany za bojowe zasługi w walce z Niemcami [...] Kochała go wieś, z zachwytem patrzyli nań i jego oddział Polacy. Był pierwszym w boju
z Niemcami, nie znał co to strach lub trwoga, w bój szedł jak do tańca, na czele oddziału, z uśmiechem i pieśnią na ustach. Dla Niemców postrachem był, wpadał jak wicher na wroga, a za przykładem takiego dowódcy oddział zwycięskie staczał boje [...] Nie mogli go zabić Niemcy, wieś każda strzegła swego ulubieńca -bohatera... Nie dosięgły go kule niemieckie, tej straszliwej zbrodni dokonali Polacy, którzy jeszcze po śmierci znęcali się nad nim, rozbijając czaszkę, wybijali mózg, szarpali, miażdżyli pierś jego na strzępy [...] Zbrodni tej NIGDY NIE ZAPOMNI Naród Polski katom z NSZ: »Zębowi«, »Cichemu«, »Zniczowi« i innym

Jego brat Mikołaj (ur. 1921), także żołnierz GL-AL, zginął z rąk NSZ w kwietniu 1944 r. w powiecie bychawskim.

## Ordery i odznaczenia
- Order Krzyża Grunwaldu III klasy (dwukrotnie: 25 grudnia 1943 (jedno z pierwszych 30 nadań)[4], pośmiertnie, 24 października 1947[6])

## Awanse[4]
- podporucznik – 25 grudnia 1943
- porucznik – 10 lutego 1944